# Solo (Clean Bandit)
Solo is een nummer van de Britse electro-band Clean Bandit uit 2018, ingezongen door de Amerikaanse zangeres Demi Lovato. Het is de vijfde single van What Is Love?, het tweede studioalbum van Clean Bandit.
Het nummer leverde Clean Bandit en Demi Lovato een gigantische wereldhit op, met een top 10-notering in dertig landen, waarvan dertien op de nummer 1-positie. Ook in Clean Bandits thuisland het Verenigd Koninkrijk werd "Solo" een nummer 1-hit. In de Amerikaanse Billboard Hot 100 deed het nummer het met een 58e positie het echter een stuk minder goed. In de Nederlandse Top 40 was het nummer met een 4e positie wel weer succesvol, net als in de Vlaamse Ultratop 50, waar het een plekje hoger kwam.